# Aussichtsturm Teichland
Der Aussichtsturm Teichland, alternativ auch als Aussichtsturm Bärenbrücker Höhe bezeichnet, in Neuendorf, einem Ortsteil der Gemeinde Teichland im Landkreis Spree-Neiße in Brandenburg, wurde zwischen März 2009 und August 2010 als Teil des Projekts Cottbuser Ostsee errichtet.

## Lage
Der Aussichtsturm Teichland steht auf einer 30 Meter hohen Abraumhalde nördlich des ehemaligen Tagebaus Cottbus-Nord und südlich des Kraftwerks Jänschwalde und liegt knapp zehn Kilometer nordöstlich des Stadtzentrums von Cottbus. Die Gemarkung gehört zum Ortsteil Neuendorf der Gemeinde Teichland. In der Nähe des Turms liegt die Bärenbrücker Höhe, von der sich der Alternativname ableitet. Der Aussichtsturm ist jedoch nicht mit dem Aussichtspunkt Bärenbrücker Höhe zu verwechseln, der etwa anderthalb Kilometer südöstlich liegt.

## Geschichte

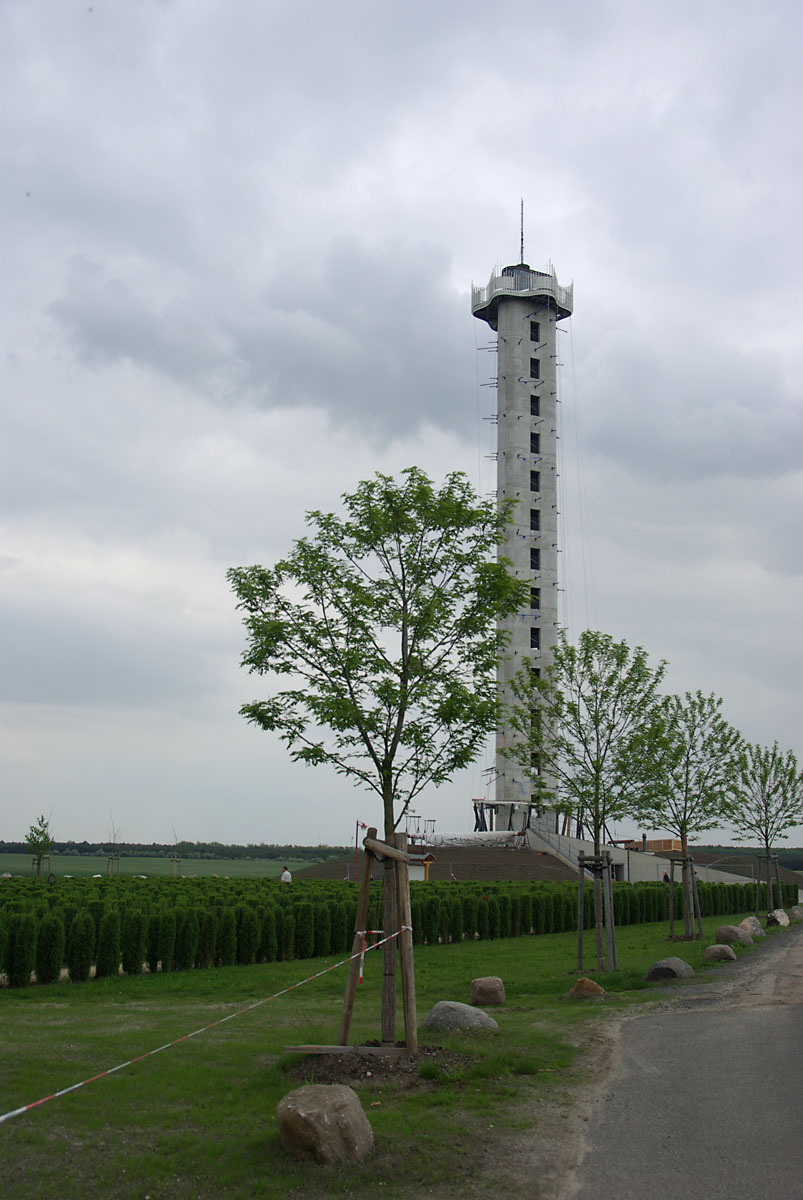
Aussichtsturm während des Baus im Mai 2010

Mit der Einstellung des Braunkohletagebaus Cottbus-Nord im September 2015 war der damalige Tagebaubetreiber Vattenfall Europe Mining and Generation zur Rekultivierung der betroffenen Flächen verpflichtet. Zuvor wurde auf Grundlage einer europaweiten Ausschreibung ein Masterplan für die Nachnutzung des Geländes und die Schaffung des Cottbuser Ostsees beschlossen.
Der Entwurf für den Aussichtsturm Teichland ging aus einem 2007 von der Gemeinde Teichland durchgeführten Architekturwettbewerb an der Hochschule Wismar, der TU Dresden sowie der BTU Cottbus hervor, bei dem der Cottbuser Architekturstudent Daniel Slota den 1. Preis gewann. In der weiteren Bearbeitungsphase wurde der Entwurf durch ein Architekturbüro aus Dresden in Zusammenarbeit mit dem Wettbewerbsgewinner überarbeitet. Im März 2009 erfolgte die Grundsteinlegung für den Bau des Aussichtsturms auf der Bärenbrücker Höhe neben dem Erlebnispark Teichland, der im Jahr zuvor eröffnet worden war. Am 17. Juli 2010 wurde der Aussichtsturm Teichland im Rahmen des fünften Cottbuser-Ostsee-Festes eingeweiht. Die Planungs- und Baukosten beliefen sich auf insgesamt 1,85 Millionen Euro.
Der Turm ist gegen Eintritt begehbar und ermöglicht je nach Wetterlage einen Blick über den Cottbuser Ostsee und die Peitzer Teichlandschaft bis zur Stadt Cottbus. Der Zugang zum Turm und zum Museum liegt in einem keilförmigen Einschnitt innerhalb der drei Meter aufgeschütteten Anhöhe, auf der der Turm steht. Im Museum befindet sich eine Dauerausstellung zum Tagebau Cottbus-Nord und der Entwicklung des Braunkohlebergbaus in der Lausitz. Des Weiteren werden im Erdgeschoss von an der Turmspitze montierten Kameras aufgezeichnete Panoramabilder auf Bildschirmen angezeigt. Abends und nachts wird der Turm von innen heraus farbig beleuchtet.

## Technische Daten

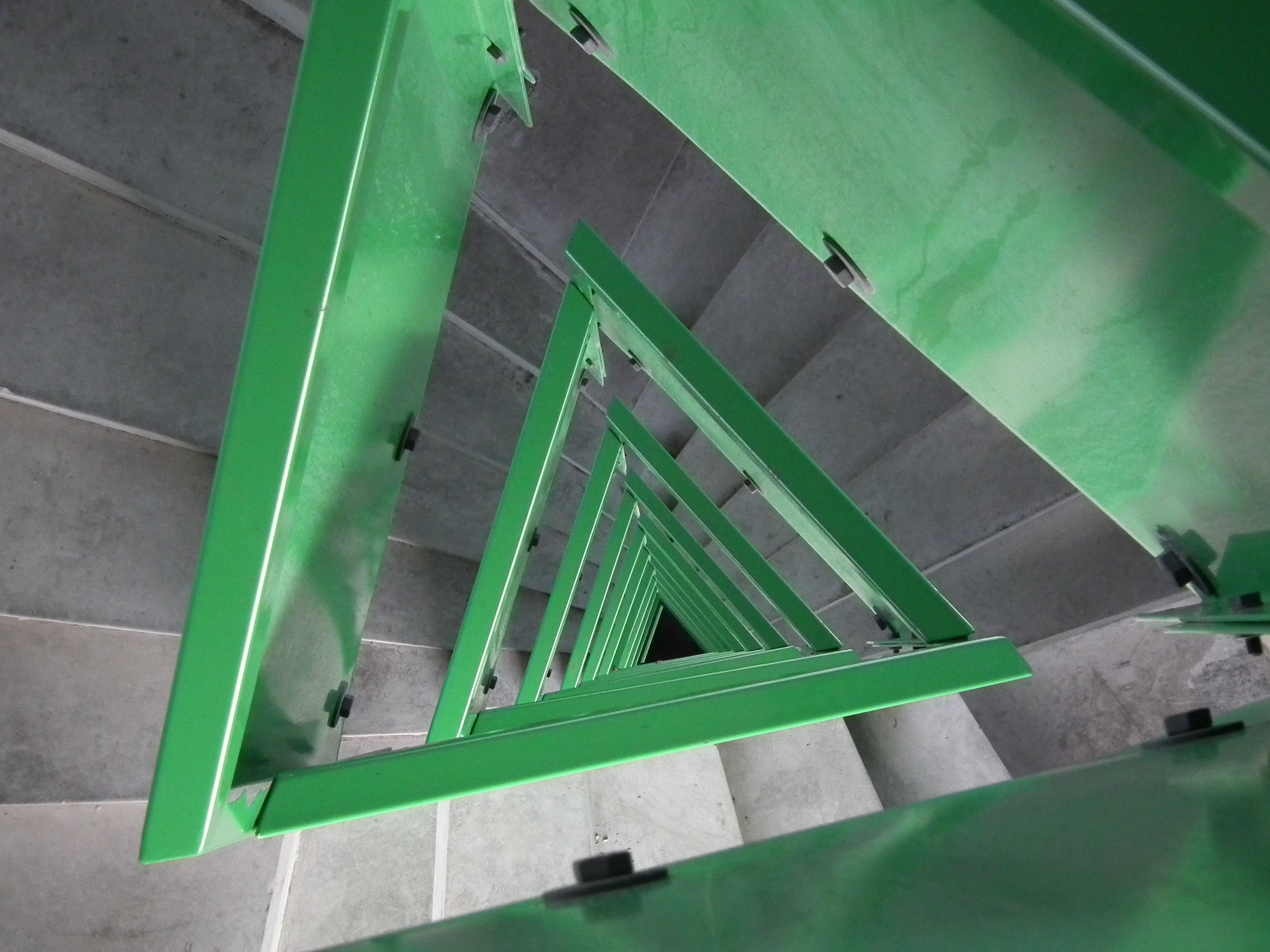
Ansicht des Treppenkerns nach unten (2018)

Der Aussichtsturm Teichland hat eine Höhe von insgesamt 57 Metern und eine Aussichtsplattform auf 47 Metern Höhe. Die Lasten werden über einen Treppenkern aus Stahlbeton abgetragen. Die Außenhaut besteht aus glasfaserverstärktem PTFE-Gewebe und ist oben und unten in den Turm eingehängt. Die auf die Wand wirkenden Windlasten werden durch eine Unterkonstruktion aus Seilen und Pendelstäben in den Stahlbetonkern abgeleitet. Als Fundament dient eine Stahlbetonplatte auf 16 etwa 35 Meter tiefen Bohrpfählen.